# 呉班
呉 班（ご はん）は、中国三国時代の蜀漢の武将。字は元雄。本貫は兗州陳留郡。父は呉匡。

## 生涯
族兄の呉懿（呉壹）は劉焉に随行して益州に入り、後に蜀漢の重臣に上った。呉班は豪侠で知られ、常に呉懿に次ぐ官位にあったとされるが、呉懿と異なり劉備に仕えるまでの前半生は定かではない。劉備の時代に領軍となった。
章武元年（221年）から翌年（222年）にかけ、蜀漢の呉侵攻に従軍。その諸戦では馮習と共に、李異らの敵軍を撃ち破った。また劉備の命で囮として敵を挑発する役目も担ったが、これは陸遜に看破され、失敗に終わっている（夷陵の戦い）。
建興9年（231年）、諸葛亮の第4次北伐に従軍。司馬懿が諸葛亮に攻撃をかけてきた際に魏延・高翔らと共に出撃して司馬懿らを大いに撃退し、多くの首級や戦利品を獲得する戦果を挙げた（祁山の戦い）。また同年、食糧輸送に失敗した李厳が免職となるが、この際に諸葛亮が出した弾劾状に呉班は督後部・後将軍・安楽亭侯として名を連ねている。
最終的には劉禅の時代を通じて、驃騎将軍・仮節・綿竹侯に上ったという。

## 三国志演義
羅貫中の小説『三国志演義』では、第65回で初めて名前が登場。劉備の益州制圧完了を受け、荊州以来の旧臣として他の将と共に昇進し、恩賞を受けている。
張飛の死後、彼の配下だった部将として再登場。劉備に使者を送って張飛が暗殺されたことを報告した後、自身も劉備の下に参陣して、夷陵の戦いに臨む軍勢に加わる。蜀の先陣を務め、進軍するごとに敵を降伏させる、孫桓や朱然を敗走させるなど活躍するが、やはり史実通りに蜀軍は敗戦。呉班も危機に陥ったが、趙雲の救援で白帝城まで逃れた（第81-84回）。
その後も正史以上に出番は多く、たびたび諸葛亮の北伐に従軍し、その指示に従う。攻め寄せてきた張虎・楽綝の軍を伏兵として撃退する（第98回）、前衛を務め張郃・戴陵の軍を誘き寄せる（第99回）、捕虜となった魏兵の装備を用い変装して曹真の軍を破る（第100回）などの活躍を見せる。しかし第5次北伐で筏部隊を率い、浮橋の焼き討ちに当たった際、伏兵の張虎・楽綝軍に矢を射かけられ、戦死を遂げた（第102回）。